# چهارمین مراسم جایزه انجمن بازیگران فیلم
چهارمین مراسم جایزه انجمن بازیگران فیلم (به انگلیسی: 4st Screen Actors Guild Awards) به افتخار بهترین بازیگران فیلم و تلویزیون سال ۱۹۹۷ در ۸ مارس ۱۹۹۸ برگزار شد. 

## نامزدی‌ها و جوایز

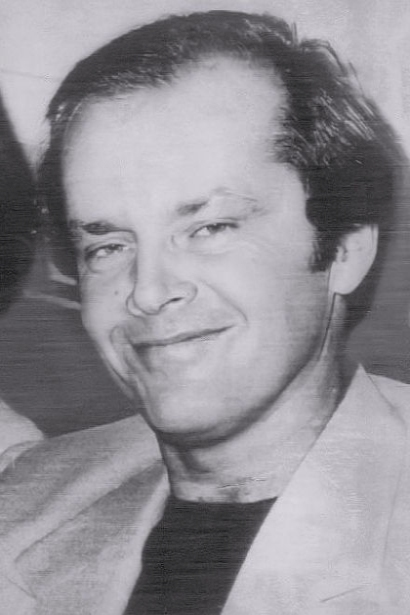
جک نیکلسون، برنده بهترین بازیگر مرد فیلم درام

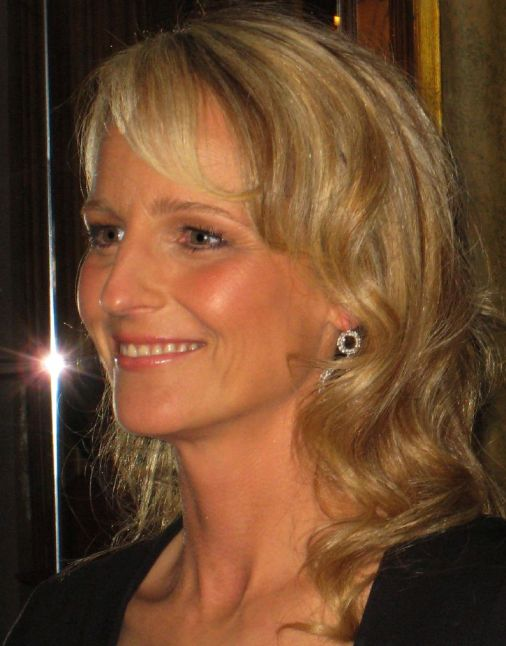
هلن هانت، برنده بهترین بازیگر زن فیلم درام

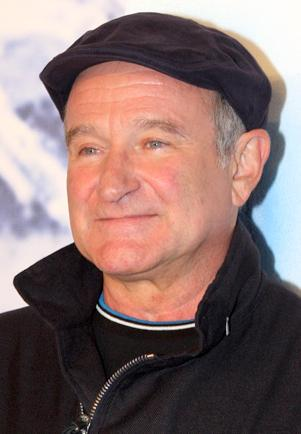
رابین ویلیامز، برنده بهترین بازیگر مکمل مرد فیلم درام

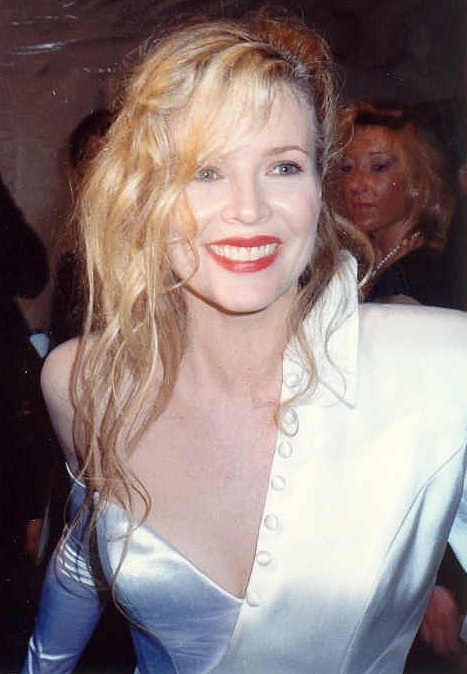
کیم بسینگر، برنده بهترین بازیگر مکمل زن فیلم درام

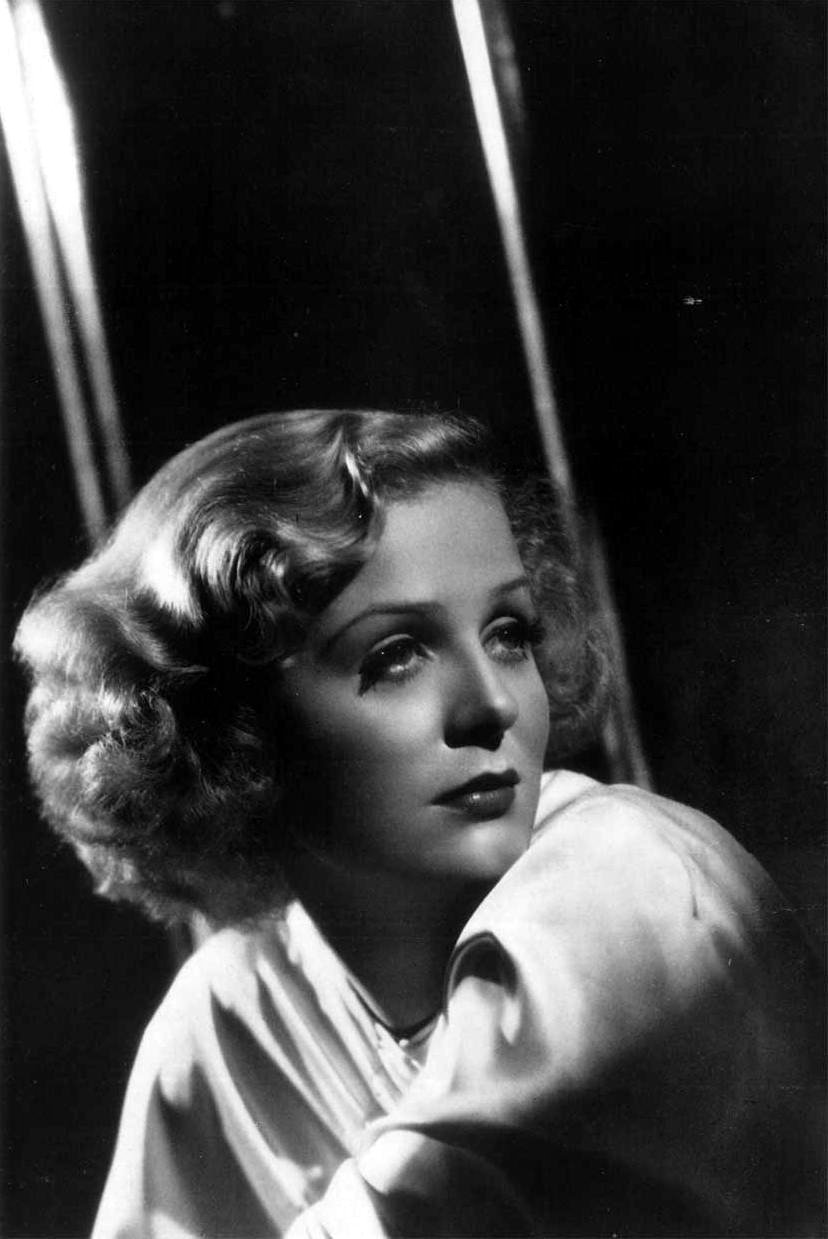
گلوریا استوارت، برنده بهترین بازیگر مکمل زن فیلم درام

| جک نیکلسون   | برای فیلم بهتر از این نمی‌شه |
| مت دیمون     | برای فیلم ویل هانتینگ خوب   |
| رابرت دووال  | برای فیلم حواری (فیلم)      |
| پیتر فوندا   | برای فیلم طلای اولی         |
| داستین هافمن | برای فیلم سگ را بجنبان      |

| هلن هانت          | برای فیلم بهتر از این نمی‌شه    |
| هلنا بونهام کارتر | برای فیلم بال‌های کبوتر         |
| جودی دنچ          | برای فیلم خانم براون           |
| پم گریر           | برای فیلم جکی براون            |
| کیت وینسلت        | برای فیلم تایتانیک             |
| رابین رایت        | برای فیلم او خیلی دوست داشتنیه |

| رابین ویلیامز  | برای فیلم ویل هانتینگ خوب   |
| بیلی کانلی     | برای فیلم خانم براون        |
| آنتونی هاپکینز | برای فیلم آمیستاد           |
| گرگ کینر       | برای فیلم بهتر از این نمی‌شه |
| برت رینولدز    | برای فیلم شب‌های عیاشی       |

| کیم بسینگر     | برای فیلم محرمانه لس‌آنجلس |
| گلوریا استوارت | برای فیلم تایتانیک        |
| مینی درایور    | برای فیلم ویل هانتینگ خوب |
| Alison Elliot  | برای فیلم بال‌های کبوتر    |
| جولیان مور     | برای فیلم شب‌های عیاشی     |

## برندگان مرد و زن سریال تلویزیونی

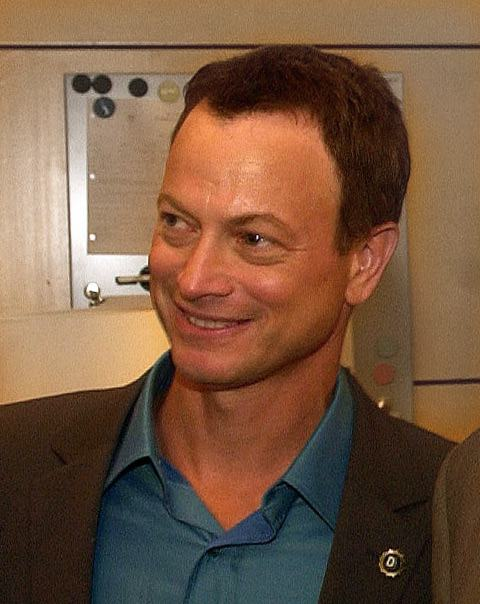
گری سینایس عملکرد فوق العاده توسط یک بازیگر مرد در یک مینی سریال یا فیلم تلویزیونی
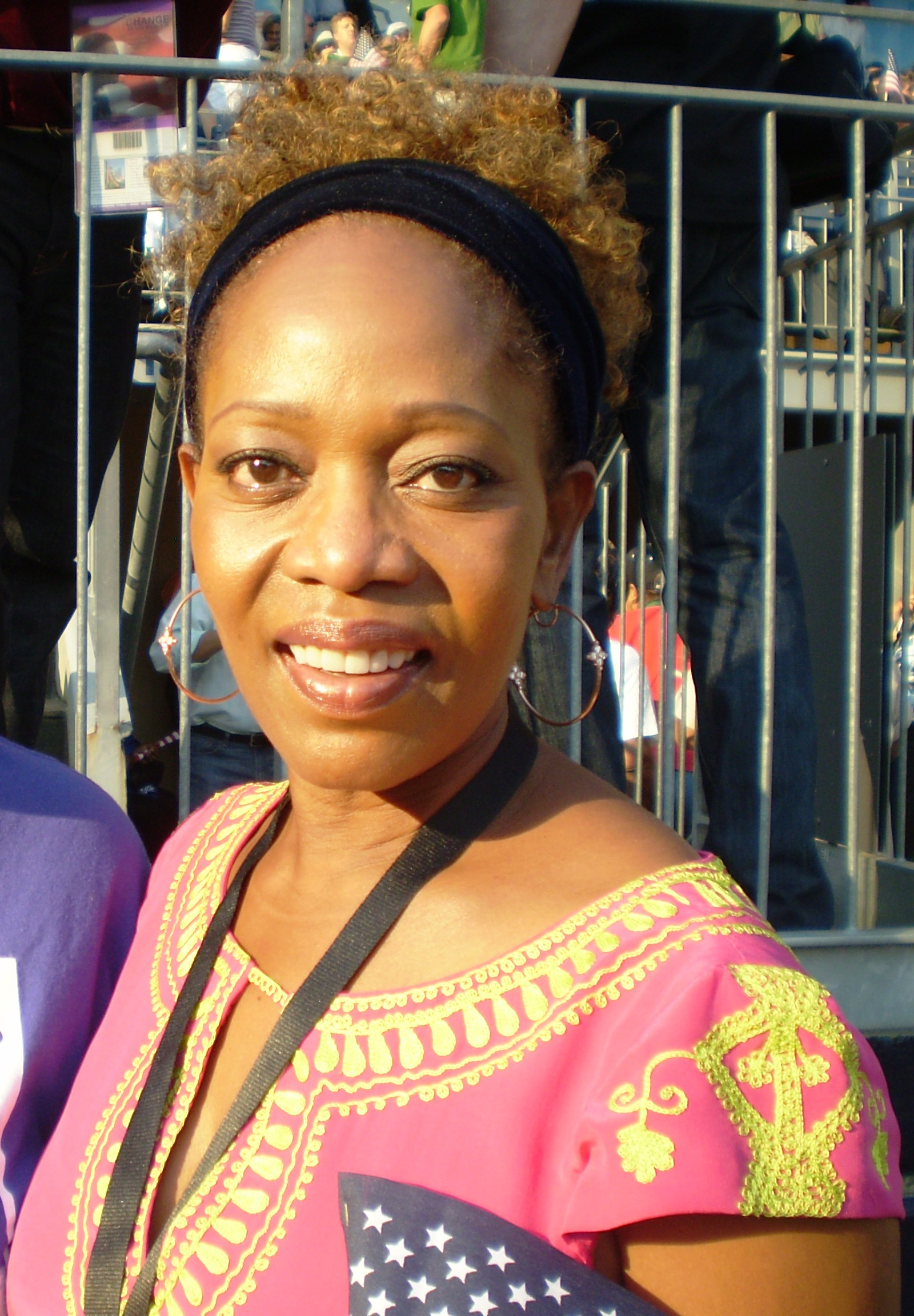
الفری وودار عملکرد فوق العاده توسط یک بازیگر زن در یک مینی سریال یا فیلم تلویزیونی
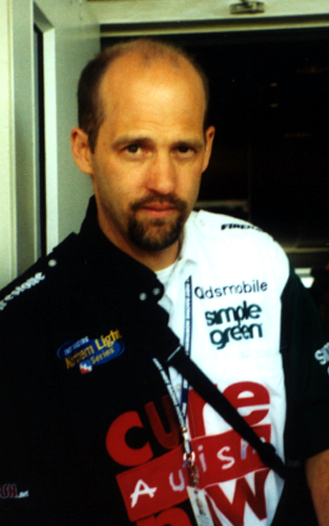
آنتونی ادواردز عملکرد فوق العاده توسط یک بازیگر مرد در یک سریال درام

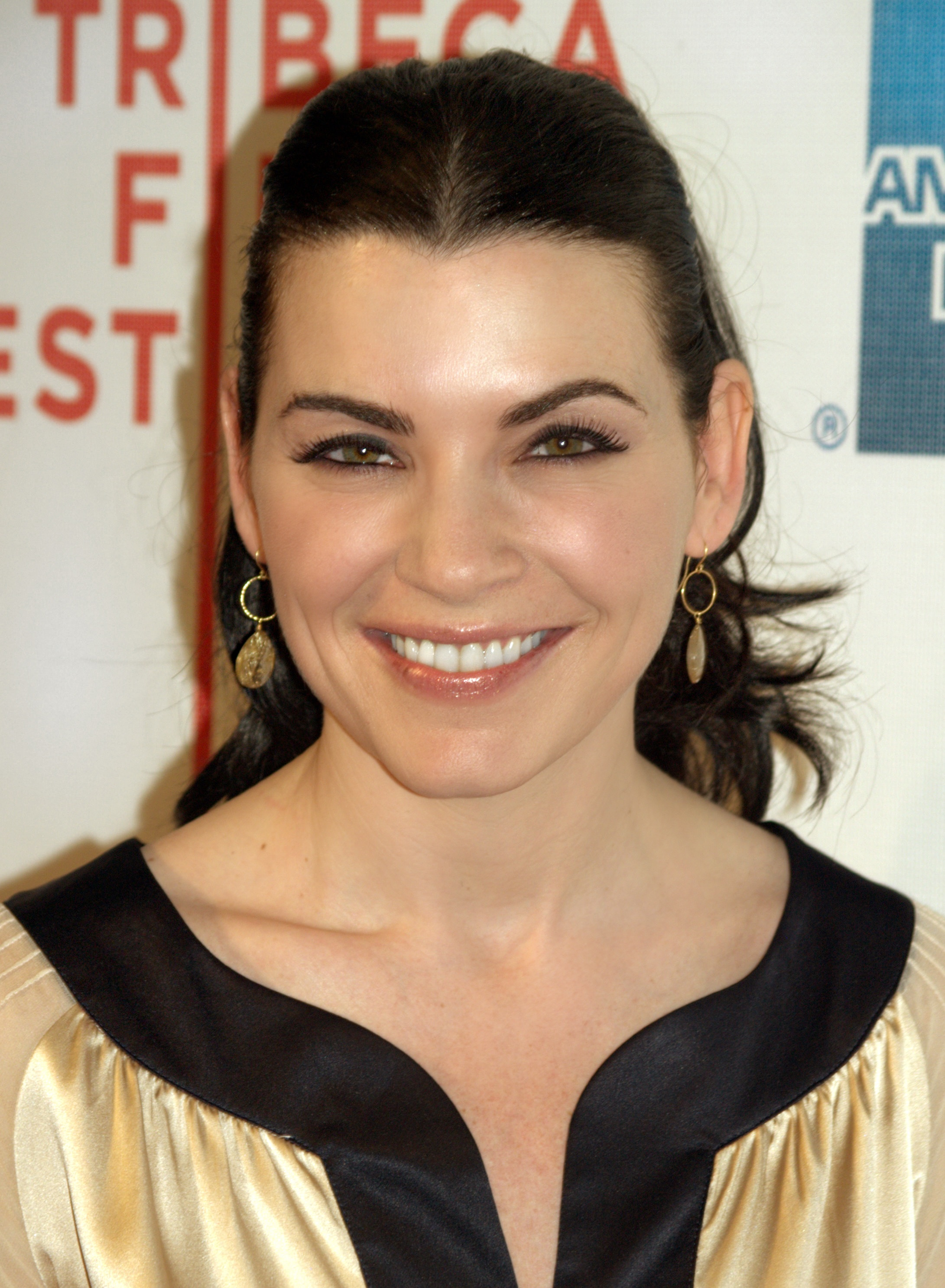
جولیانا مارگولیس عملکرد فوق العاده توسط یک بازیگر زن در یک سریال درام
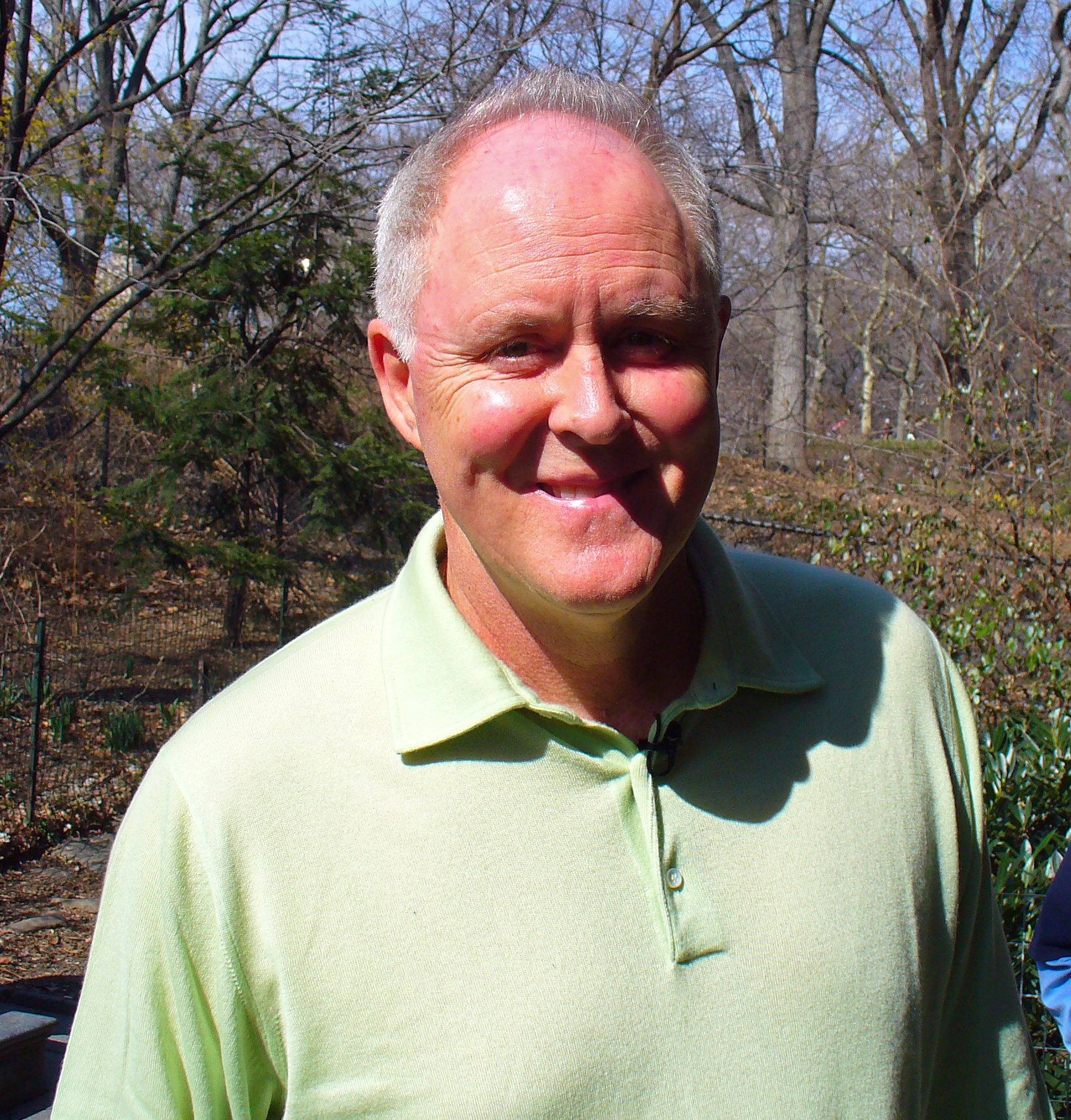
جان لیسگو عملکرد فوق العاده توسط یک بازیگر مرد در یک سریال کمدی
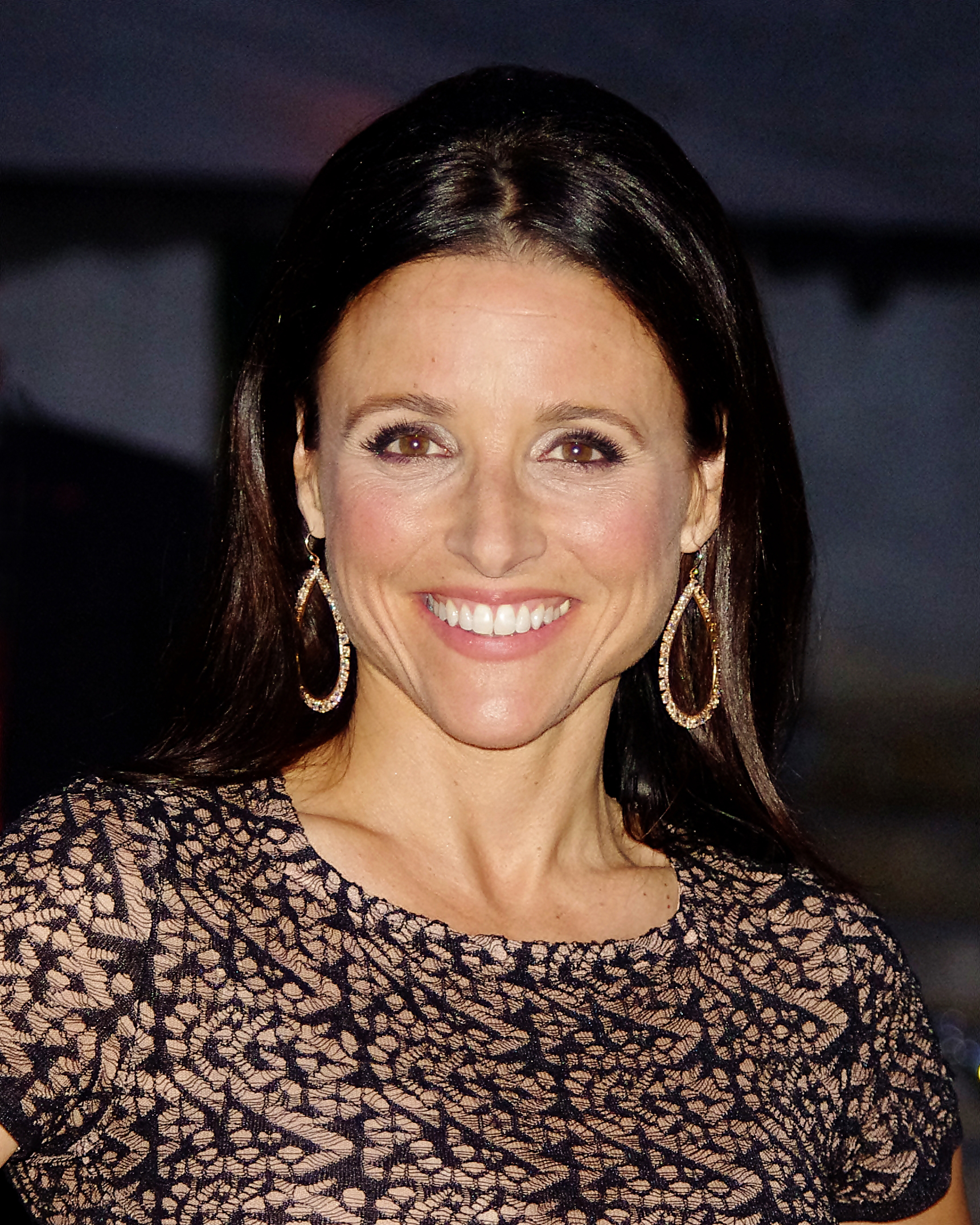
جولیا لوئیس-دریفوس عملکرد فوق العاده توسط یک بازیگر زن در یک سریال کمدی